# Cercle Mercantil
|  | Per a altres significats, vegeu «Cercle Mercantil (Palafrugell)». |

El Cercle Mercantil és un edifici singular d'Igualada (Anoia) promogut per la família Godó, que s'inaugurà el 1899 com a seu del Círculo Mercantil, Industrial y Agrícola. L'edifici, protegit com a bé cultural d'interès local, des del 2006 acull activitats teatrals amb el nom de La Sala.

## Descripció
L'edifici és d'estil eclèctic, però amb molts elements de caràcter modernista. La façana la podem dividir en cinc parts: en la central, més avançada, és on trobem l'entrada principal; en la part alta hi ha el nom de l'entitat i en el centre l'any de la seva fundació; una galeria coberta uneix els dos cossos extrems amb el central. Els elements decoratius són els esgrafiats, col·locats en els timpans de les dues obertures que flanquegen l'edifici, i la ceràmica de reflexos metàl·lics a manera de fris. De l'interior cal destacar el teatre; entrant trobem l'amfiteatre de platea, després la platea voltada lateralment per llotges. El primer pis té una zona central amb butaques i dues de laterals amb grades. Tot voltat per un jardí molt ben cuidat. Cal remarcar la galeria coberta de la façana que serveix d'entrada i els nombrosos elements decoratius, entre els quals sobresurten els curiosos merlets en forma de corona, els esgrafiats dels timpans i la ceràmica de reflexos metàl·lics.

## Història

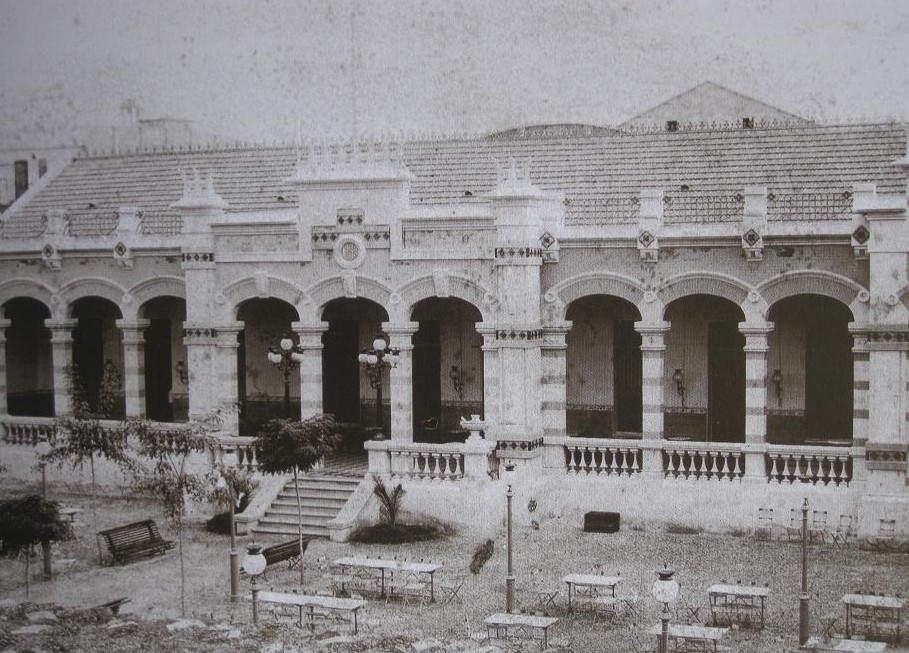
Cercle Mercantil (darreries del)

El "Centro Mercantil, Industrial y Agrícola" havia estat fundat l'any 1899 com a conseqüència d'una desavinença entre diversos membres de l'antic "Casino de Recreo". Uns, encapçalats per Joan Godó i Llucià, eren partidaris dels "Godó" i els altres, dels "Boyer". El local social de l'entitat va ésser edificat entre 1893 i 1899 per l'arquitecte Francesc de Paula Sellés i Vilaró en el solar on antigament hi havia hagut el teatre Tívoli. La seva inauguració coincidí amb el dia de la Festa Major de l'any 1899. El Cercle Mercantil celebrà el seu cinquantenari l'any 1949. Conté un teatre, un saló-café, una sala de festes i un jardí. Construït seguint un projecte de l'arquitecte Francesc de B. Galtés; dirigides les obres per Francesc Sellés; la decoració a càrrec de Frederic Brunet i la pintura per Bartomeu Camps i Antoni Tomàs.
Entre 1918 i 1920 el president de l'entitat fou Joan Godó i Pelegrí. Durant la Guerra Civil Espanyola, els Sindicats de la CNT-AIT, conjuntament amb la Federació Anarquista Ibèrica (FAI), van allotjar-s'hi. A principis dels anys 1960 va allotjar algunes activitats del Grup Lacetània.